# Устье (Ярославский район)
У́стье — село в Ярославском районе Ярославской области, входит в состав Кузнечихинского сельского поселения, относится к Рютневскому сельскому округу.

## География
Расположено на левом берегу Волги, при впадении в неё реки Ить. Одноимённая пристань для пригородной речной линии Ярославль — Тутаев. На юге и востоке прилегает к реке Ить, за которой расположена северная часть Заволжского района Ярославля и прилегающие деревни. 

## История
Каменная церковь с колокольней и оградой была построена в 1771 году на средства прихожан. Престолов было три: Смоленской Божией Матери, во имя Св. Великомученика Георгия и во имя Святителя Николая. 
В конце XIX — начале XX село входило в состав Ишмановской волости (позднее — в Малаховской волости) Романово-Борисоглебского уезда Ярославской губернии.
С 1929 года село являлось центром Устьинского сельсовета Ярославского района, с 1954 года — в составе Рютневского сельсовета, с 2005 года — в составе Кузнечихинского сельского поселения.

## Население
| 1859 | 1989 | 2002 | 2007 | 2010 |
| ---- | ---- | ---- | ---- | ---- |
| 387  | ↘269 | ↘131 | ↘111 | ↗114 |

### Историческая численность населения
По состоянию на 1989 год в деревне проживало 269 человека.

## Инфраструктура
ФАП (филиал Ярославской центральной районной больницы).

## Достопримечательности
В селе расположен Храм Смоленской иконы Божией Матери. В 3 км выше по Волге находится Пекшинский курганный могильник XI—XIII веков. Памятник воинам Великой Отечественной войны.